# Uromyces semnanensis
Uromyces semnanensis är en svampart som beskrevs av Gjaerum 1991. Uromyces semnanensis ingår i släktet Uromyces och familjen Pucciniaceae.   Inga underarter finns listade i Catalogue of Life.